# Седемте печата
Седем печата от Откровение на Йоана (Апокалипсис), последната книга на Новия Завет, която разказва за Второ Пришествие, са символични печати, които държат затворена книгата или свитъка, която Йоан от Патмос вижда в Откровение от Исус Христос. Единствен достоен да отвори тези печати е Божият Агнец или това е Исус Христос, който е пожертван за да изкупи греховете на хората, като отварянето на печатите става в глави 5 до 8 в Откровение.
За първи път концепцията за печати, скриващи, заключващи думи / книга се появява в Данаил 12:4 по отношение на последните времена:
| „ | А ти, Данииле, затвори думите и запечатай книгата до края на времето, когато мнозина ще я изследват, и знанието за нея ще се умножава. | “ |

При всяко отваряне на печат е осъществено (освободено) божие наказание, всяко от тези апокалиптични събития се групират в етапи на Апокалипсиса, които са:
- Четирите конника, това са първите четири печата. (Откровение 6:1 – 8)
- Петият печат разкрива видението за страдащите мъченици на Християнството и молбата им да бъде осъществен Последният съд, който да отсъди за / накаже делата на онези, които са пролели кръвта им. (Откровение 6:9 – 11)
- При отварянето на шестия печат става голямо земетресение (Откровение 6:12)
- При седмия печат затръбяват ангелите със седемте тръби, при което се случват още апокалиптични катастрофи (Откровение 8:1 – 13)

Преди отварянето на седмия печат, идващите от Голямата скръб, божиите служители получават божия печат и няма да страдат от жажда, глад, от слънцето и т.н. повече, и биват утешени, едва тогава започват апокалиптичните събития на седемте тръби.